# Albert Delpy

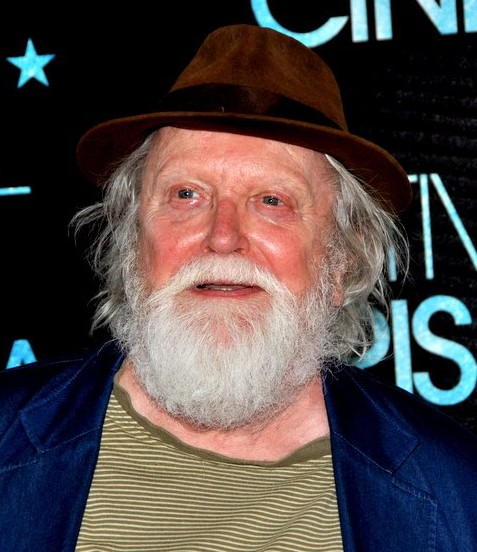
Albert Delpy (2012).

Albert Delpy (* 13. September 1941) ist ein französischer Schauspieler und Autor.
Er spielte in sechs Filmen von Patrice Leconte und drei Filmen an der Seite seiner Tochter Julie Delpy. Seine Frau war die Schauspielerin Marie Pillet.

## Filmografie (Auswahl)
- 1970: Der Erbarmungslose (La Horse)
- 1976: Der Mieter (Le locataire), Regie: Roman Polański
- 1985: Mörderischer Engel (On ne meurt que deux fois), Regie: Jacques Deray
- 1987: Ein unzertrennliches Gespann (Tandem), Regie: Patrice Leconte
- 1990: Der Mann der Friseuse (Le mari de la coiffeuse), Regie: Patrice Leconte
- 1993: Der Mann auf dem Quai (L'homme sur le quai), Regie: Raoul Peck
- 1994: Die Auferstehung des Colonel Chabert (Le colonel Chabert), Regie: Yves Angelo
- 1994: Julie Lescaut (Fernsehserie, 1 Folge)
- 1996: Ridicule – Von der Lächerlichkeit des Scheins (Ridicule), Regie: Patrice Leconte
- 1998: Der Graf von Monte Christo (Le comte de Monte-Cristo, Fernsehvierteiler)
- 1999: Tagebuch eines Landarztes (La Maladie de Sachs), Regie: Michel Deville
- 2004: Before Sunset (Before Sunset), Regie: Richard Linklater
- 2007: 2 Tage Paris (2 Days in Paris), Regie: Julie Delpy
- 2010: Mammuth (Mammuth), Regie: Gustave de Kervern und Benoît Delépine
- 2011: Familientreffen mit Hindernissen (Le Skylab), Regie: Julie Delpy
- 2012: 2 Tage New York (2 Days in New York), Regie: Julie Delpy
- 2013: Eyjafjallajökull – Der unaussprechliche Vulkanfilm (Eyjafjallajökull)
- 2019: Monsieur Killerstyle (Le daim)